# 터키 에어쇼
터키 에어쇼는 튀르키예에서 열리는 터키국립주최에어쇼이다. 이 에어쇼는 터키가 한국전쟁 당시부터 현대까지의 전투기, 항공기, 수송기, 폭격기등을 보여주고 있으며, 우리나라 서울공항에서 2년마다 열리는 서울 에어쇼와 흡사한 모습을 보여준다.